# Cycles (système éducatif français)
Pour un article plus général, voir Système éducatif en France.
En France, depuis 1989, une partie de l'enseignement scolaire (primaire de 1989 à 2014 ; primaire et première partie du secondaire depuis 2014) est découpé en plusieurs cycles pluriannuels (trois de 1989 à 2014 ; quatre depuis 2014).
Depuis 2014, les quatre cycles couvrent l'école maternelle, l'école élémentaire et le collège :
- le cycle 1 couvre l'école maternelle ;
- le cycle 2 couvre les trois premières années de l'école élémentaire : CP, CE1 et CE2 ;
- le cycle 3 couvre les deux dernières années de l'école élémentaire et la première année du collège : CM1, CM2 et sixième ;
- le cycle 4 couvre les trois dernières années du collège : cinquième, quatrième et troisième.

## Histoire
La notion de cycle est définie dans la loi d'orientation sur l'éducation de 1989, modifiée en 2014 par un décret de 2013.
| Cycle   | 1989 – 2014                           | Depuis 2014                     |
| ------- | ------------------------------------- | ------------------------------- |
| Cycle 1 | École maternelle : PS – MS – début GS | École maternelle : PS – MS – GS |
| Cycle 2 | Fin GS – CP – CE1                     | CP – CE1 – CE2                  |
| Cycle 3 | CE2 – CM1 – CM2                       | CM1 – CM2 – 6e                  |
| Cycle 4 |                                       | 5e – 4e – 3e                    |

Des objectifs sont définis pour chacun des quatre cycles, dans les différentes disciplines d'enseignement, et déclinés en compétences à travailler avec les élèves. C'est la somme des acquisitions de compétences qui permet de déclarer un objectif atteint ou non en termes d'apprentissage. Ces objectifs doivent être atteints non plus à la fin d'une année scolaire, comme auparavant, mais en fin de cycle. De ce fait, l'apprentissage de la lecture, par exemple, est décliné en une somme de compétences à acquérir sur trois ans (tout au long du cycle 2), et non plus dévolu à la seule année du cours préparatoire comme cela était traditionnellement le cas auparavant. De plus, des compétences qui n'auraient pas été acquises en fin de cycle peuvent donner lieu à un « maintien » (l'équivalent du traditionnel redoublement), pour laisser à l'enfant une année supplémentaire devant permettre de combler des besoins spécifiques et de travailler des compétences qui ne sont pas encore acquises.
Ce découpage a eu pour conséquence une restructuration en profondeur des équipes de travail en école, notamment au travers des « conseils de cycle » et des « conseils d'école », instances qui ont à évaluer continuellement leur approche globale des objectifs et des compétences à travailler de manière cohérente d'une année à l'autre.

## Cycles actuels

### Cycle 1: le cycle des apprentissages premiers
Le cycle 1 concerne l'ensemble des classes de maternelle :
- Toute petite section de maternelle (2 - 3 ans)
- Petite section de maternelle (3 - 4 ans)
- Moyenne section de maternelle (4 - 5 ans)
- Grande section de maternelle (5 - 6 ans)

Il est organisé autour de cinq domaines :
- Mobiliser le langage dans toutes ses dimensions
- Agir, s'exprimer, comprendre à travers l'activité physique
- Agir, s'exprimer, comprendre à travers les activités artistiques
- Construire les premiers outils pour structurer sa pensée
- Explorer le monde

(Programmes officiels de 2015)

### Cycle 2: le cycle des apprentissages fondamentaux
Le cycle 2 concerne les trois premières années scolaires de  l'école élémentaire :
- Cours préparatoire (CP) (6 - 7 ans)
- Cours élémentaire niveau 1 (CE1) (7 - 8 ans)
- Cours élémentaire niveau 2 (CE2) (8 - 9 ans)

Le cycle 2 est organisé autour de sept domaines fondamentaux :
- Français
- Langue vivante (étrangère ou régionale)
- Enseignements artistiques
- Éducation physique et sportive
- Enseignement moral et civique
- Questionner le monde
- Mathématiques

### Cycle 3: le cycle de consolidation
Le cycle 3 concerne les deux dernières années d'enseignement élémentaire  et la première année d'enseignement au collège
- Cours moyen niveau 1 (CM1) (9 - 10 ans)
- Cours moyen niveau 2 (CM2) (10 - 11 ans)
- Classe de 6e (11 - 12 ans)

Les matières enseignées dans ce cycle s'inscrivent dans la continuité du cycle 2.  Ces matières sont les suivantes :
- Français
- Langues vivantes (étrangères ou régionales)
- Arts plastiques
- Éducation musicale
- Histoire des arts
- Éducation physique et sportive
- Enseignement moral et civique
- Histoire-géographie
- Sciences et technologie
- Mathématiques

Le Bulletin officiel n° 25 du 22 juin 2023 modifie le programme de sciences et technologie du cycle 3.

### Cycle 4: le cycle des approfondissements
Classes de 5e, de 4e et de 3e
Le cycle 4 concerne les trois dernières années du collège :
- La 5e (12 - 13 ans)
- La 4e (13 - 14 ans)
- La 3e (14 - 15 ans)

Les matières enseignées dans ces cycles sont singularisées et se répartissent de la manière suivante pour chaque niveau, d'après les textes du ministère de l’Éducation nationale :
- Français
- Langues vivantes (étrangères ou régionales)
- Arts plastiques
- Éducation musicale et chant choral (EMCC)
- Histoire des arts
- Éducation physique et sportive (EPS)
- Enseignement moral et civique (EMC)
- Histoire et géographie
- Physique-chimie
- Sciences de la vie et de la Terre (SVT)
- Technologie (uniquement en 5e, 4e et 3e depuis la rentrée de septembre 2023)
- Mathématiques
- Éducation aux médias et à l'information (EMI)

Arrivé à la fin du cycle 4, à la sortie du niveau 3e les élèves passent le Diplôme national du brevet (DNB). L’examen se présente sous la forme de :
- quatre épreuves écrites : français, mathématiques, histoire-géographie-EMC et sciences (sciences de la vie et de la Terre, physique-chimie et technologie).
- une épreuve orale.

Remarque : l'obtention du Diplôme national du brevet n'est pas une condition pour accéder aux niveaux d'études qui suivent,, jusqu'en 2023.